# Marilyn Schreffler
Marilyn Schreffler est une actrice américaine née le 14 juin 1945 à Concordia (Kansas) (Kansas), morte le 7 janvier 1988 dans le comté de Los Angeles.

## Doublage
- 1977-1980: Capitaine Caverne - Brenda
- 1978-1980: Scooby-Doo - Brenda, Daisy Mayhem
- 1978-1979 Yogi l'ours - Wendy
- 1978-1983 Popeye - Olive Oyl
- 1979: Buford and the Galloping Ghost (en) - Wendy
- 1979: Fred et Barney rencontrent la Chose - Betty, Miss Twilly
- 1979: Scooby-Doo à Hollywood - Cherie
- 1984: Les Entrechats
- 1984: Pole Position - Kuma
- 1988: Scooby-Doo et l'école des sorcières - Winny